# Toni Braxton dalainak listája
Toni Braxton összes hivatalosan megjelent dalának listája. Remixek nem szerepelnek a listában.
| Ábécé szerinti tartalomjegyzék                      |
| --------------------------------------------------- |
| A B C D E F G H I J K L M N O P Q R S T U V W X Y Z |

## A
- A Better Man (a More Than a Woman albumról, 2002)
- Always (a More Than a Woman albumról, 2002)
- And I Love You (a More Than a Woman albumról, 2002)
- Another Sad Love Song (a Toni Braxton albumról, 1993)

## B
- Best Friend (a Toni Braxton albumról, 1993)
- Blessed New Year (a Braxton Family Christmas albumról, 2015)
- Breathe Again (a Toni Braxton albumról, 1993)

## C
- Candlelight (a Toni Braxton albumról, 1993)
- Caught (Don’t Take Your Hat Off) (a Pulse album bónuszdala, 2010)
- Christmas in Jamaica (a Snowflakes albumról, 2001)
- Christmas Time Is Here (a Snowflakes albumról, 2001)
- Come On Over Here (a Secrets albumról, 1996)
- Coping (a Sex & Cigarettes albumról, 2018)

## D
- Dance (a Spell My Name albumról, 2020)
- Deadwood (a Sex & Cigarettes albumról, 2018)
- Do It (a Spell My Name albumról, 2020)
- Do You Remember When (a More Than a Woman albumról, 2002)

## F
- Fairy Tale (a The Heat albumról, 2000)
- Fallin’ (a Spell My Name albumról, 2020)
- Finally (a Libra albumról, 2005)
- Find Me a Man (a Secrets albumról, 1996)
- FOH (a Sex & Cigarettes albumról, 2018)
- Forgiven (a Sex & Cigarettes album digitális bónuszdala, 2018)

## G
- Gimme Some (a The Heat albumról, 2000)
- Give It Back (a More Than a Woman albumról, 2002)
- Give U My Heart (a Boomerang filmzenealbumról és az Ultimate Toni Braxton albumról, 1992)
- Gotta Move On (a Spell My Name albumról, 2020)

## H
- Hands Tied (a Pulse albumról, 2010)
- Happily Unhappy (a Libra album digitális bónuszdala, 2005)
- Happy Without Me (a Spell My Name albumról, 2020)
- Have Yourself a Merry Little Christmas (a Snowflakes albumról, 2001)
- He Wasn’t Man Enough (a The Heat albumról, 2000)
- Heart Attack (a Love, Marriage & Divorce albumról, 2014)
- Hero (a Pulse albumról, 2010)
- Hit the Freeway (a More Than a Woman albumról, 2002)
- Holiday Celebrate (a Snowflakes albumról, 2001)
- How Could an Angel Break My Heart (a Secrets albumról, 1996)
- How Many Ways (a Toni Braxton albumról, 1993)
- Hurt You (a Love, Marriage & Divorce albumról, 2014)

## I
- I Belong to You (a Toni Braxton albumról, 1993)
- I Don’t Want To (a Secrets albumról, 1996)
- I Hate You (a Libra albumról, 2005)
- I Heart You (csak kislemezen; 2012)
- I Love Me Some Him (a Secrets albumról, 1996)
- I Wanna Be (Your Baby) (a Libra albumról, 2005)
- I Wish (a Love, Marriage & Divorce albumról, 2014)
- I’d Rather Be Broke (a Love, Marriage & Divorce albumról, 2014)
- I’m Still Breathing (a The Heat albumról, 2000)
- If I Have to Wait (a Pulse albumról, 2010)
- In the Late of the Night (a Secrets albumról, 1996)

## J
- Just Be a Man About It (a The Heat albumról, 2000)

## L
- Let It Flow (a Secrets albumról, 1996)
- Let Me Show You The Way (Out) (a More Than a Woman albumról, 2002)
- Let’s Do It (a Love, Marriage & Divorce album digitális bónuszdala, 2014)
- Lies, Lies, Lies (a More Than a Woman albumról, 2002)
- Long As I Live (a Sex & Cigarettes albumról, 2018)
- Long Way Home (a Libra albumról, 2005)
- Lookin’ at Me (a Pulse albumról, 2010)
- Love Affair (a Toni Braxton albumról, 1993)
- Love Shoulda Brought You Home (a Toni Braxton albumról, 1993)

## M
- Make My Heart (a Pulse albumról, 2010)
- Maybe (a The Heat albumról, 2000)
- Me & My Boyfriend (a More Than a Woman albumról, 2002)
- Midnite (a Libra albumról, 2005)
- Missin’ (a Sex & Cigarettes albumról, 2018)
- My Heart (a Sex & Cigarettes albumról, 2018)

## N
- Never Just for a Ring (a The Heat albumról, 2000)
- No Way (a Pulse albumról, 2010)
- Nothin’ (a Spell My Name albumról, 2020)

## O
- O.V.E.Rr (a Spell My Name albumról, 2020)
- One (a Love, Marriage & Divorce album digitális bónuszdala, 2014)

## P
- Places (a Libra album digitális bónuszdala, 2005)
- Please (a Libra albumról, 2005)
- Pulse (a Pulse albumról, 2010)

## R
- Reunited (a Love, Marriage & Divorce albumról, 2014)
- Rewind (a Pulse album bónuszdala, 2010)
- Rock Me, Roll Me (a More Than a Woman albumról, 2002)
- Roller Coaster (a Love, Marriage & Divorce albumról, 2014)

## S
- Santa Please… (a Snowflakes albumról, 2001)
- Saturday Night (a Spell My Name albumról, 2020)
- Selfish (a More Than a Woman albumról, 2002)
- Seven Whole Days (a Toni Braxton albumról, 1993)
- Sex & Cigarettes (a Sex & Cigarettes albumról, 2018)
- Shadowless (a Libra albumról, 2005)
- Snowflakes of Love (a Snowflakes albumról, 2001)
- Sorry (a Sex & Cigarettes albumról, 2018)
- Spanish Guitar (a The Heat albumról, 2000)
- Speaking in Tongues (a The Heat albumról, 2000)
- Spell My Name (a Spell My Name albumról, 2020)
- Spending My Time with You (a Toni Braxton albumról, 1993)
- Sposed to Be (a Libra albumról, 2005)
- Stay (a Pulse album bónuszdala, 2010)
- Stupid (a Libra albumról, 2005)
- Suddenly (a Libra albumról, 2005)

## T
- Take It Back (a Love, Marriage & Divorce albumról, 2014)
- Take This Ring (a Libra albumról, 2005)
- Talking in His Sleep (a Secrets albumról, 1996)
- Tell Me (a More Than a Woman albumról, 2002)
- The Art of Love (a The Heat albumról, 2000)
- The Christmas Song (a Snowflakes albumról; korábban megjelent a Seven Whole Days kislemezen, 1993)
- The D Word (a Love, Marriage & Divorce albumról, 2014)
- The Good Life (A Cappella) (a The Essential Toni Braxton albumról, 2007)
- The Heat (a The Heat albumról, 2000)
- The Little Things (az Ultimate Toni Braxton albumról, 2003)
- The Long Way Home (a Libra albumról, 2005)
- The Time of Our Lives (a Libra album új kiadásáról, 2006)
- The Wave (a Pulse album bónuszdala, 2010)
- There’s No Me Without You (a Secrets albumról, 1996)
- This Christmas (a Braxton Family Christmas albumról, 2015)
- This Time Next Year (a Snowflakes albumról, 2001)
- Trippin’ (That’s the Way Love Works) (a Libra albumról, 2005)

## U
- Un-Break My Heart (a Secrets albumról, 1996)

## W
- Wardrobe (a Pulse albumról, 2010)
- What’s Good (a Libra albumról, 2005)
- Whatchu Need (az Ultimate Toni Braxton albumról, 2003)
- Where Did We Go Wrong (a Love, Marriage & Divorce albumról, 2014)
- Why Should I Care (a Secrets albumról, 1996)
- Why Won’t You Love Me (a Pulse albumról, 2010)
- Woman (a Pulse albumról, 2010)

## Y
- Yesterday (a Pulse albumról, 2010)
- You Mean the World to Me (a Toni Braxton albumról, 1993)
- You’re Makin’ Me High (a Secrets albumról, 1996)
- You’ve Been Wrong (a The Heat albumról, 2000)

## Kiadatlan dalok
Secrets (1996)
- You For Myself (szerzők: Ivan Matias, Jorge 'G-Man' Corante)[1]

The Heat (1999)
- Be the Man (Toni Braxton, Keri Lewis)[2]
- Dear Abby (Toni Braxton, Keri Lewis)[3]
- Give It to Me (Johnta Austin, Teddy Bishop)
- Someone to Love (Toni Braxton, Keri Lewis)[4]

More Than a Woman (2001)
- No More Love (feat. Irv Gotti, szerzők: Toni Braxton, Irv Gotti, Chink Santana, Luther Vandross, Parliament[5]
- I Can’t (Charlene Gilliam, Curtis Richardson, Justin Gray, Kevin McKenzie)[6]
- I’ll Risk It All (Charmelle Cofield, Guillermo E. Edgehill Jr.; Blu Cantrell felénekelte Bittersweet című albumán|[7]
- Like U Do (Jawaan "Smoke" Peacock, Bud'da, Jakgeem N Mays)[8]
- Oh No (Monica Arnold, Blu Cantrell, Tricky Stewart, Thabiso 'TAB' Nkhereanye, Wirlie Morris)[9]

Libra (2004)
- Almost There (Keri Hilson, Patrick "J. Que" Smith, Traci Hale, Melvin 'St. Nick' Coleman)[10]
- Little Something (Patrick "J. Que" Smith)[11]
- Never Get Over (Toni Braxton, LaShawn Daniels, Melvin 'St. Nick' Coleman)[12]
- The Confession (Babyface, Daryl Simmons, Harvey Mason, Jr., Damon Thomas)[13]
- Can’t Stop Now (Babyface, Harvey Mason, Jr., Damon Thomas; Babyface felénekelte Grown & Sexy című albumán)[14]
- I Like It Like That (Toni Braxton, Jimmy Jam és Terry Lewis, Bobby Ross Avila, Issiah 'IZ' Avila)[15]
- Shake and Move (Toni Braxton, Keri Lewis)[16]
- Sounds of Making Love (Jason Boyd, Lamont Maxwell, Quinnes Parker}}[11][17]
- Till I'm Thru (Jason Boyd}}[11]
- You Got It (Toni Braxton, Keri Lewis)[18]

Pulse (2010)
- Don’t Sleep (Heather Bright, Warren 'Oak' Felder)[19]
- Entertaining Angels (Heather Bright, Warren 'Oak' Felder)[20]
- I Want You Back (Jesse McCartney, Theodore "Madd Scientist" Thomas, Dwight & Ericka Watson, Sherry Kondor)[21]
- Twice As Hard (Heather Bright, Warren 'Oak' Felder)[22]
- Clockwork (Delisha Thomas, Dernst Emile)[23][24]
- Don’t Leave (Robin Thicke, Pro Jay)[25]
- Get Loose (Rodney "Darkchild" Jerkins, Faløn M. King, Kalenna Harper)[26]
- I Hate Love (Claude Kelly, Mikkel Eirksen, Tor Erik Hermansen)[27]
- In the Morning (Dernst Emile, Anesha Birchett, Antea Birchett; Mary J. Blige felénekelte Stronger with Each Tear című albumán)[28]
- It’s You (J.R. Rotem)[29]
- Lookin’ at Me (feat. Sean Paul; szerzők: Makeba Riddick, Lucas Secon)[30]
- Melt (Like an Iceberg) (Claude Kelly, Mikkel Eirksen, Tor Erik Hermansen[31]
- My Ring (Jesse McCartney, Makeba Riddick, Theodore Thomas)[32]
- Not a Chance (Toni Braxton, Keri Lewis, Harvey Mason)[33]
- Save Me (Kasia Livingston, Andrew Willams Jr., Fernando Garibay)[34]
- Save Me (Alternate Version) (Kasia Livingston, Andrew Williams Jr., JR Rotem)[34]
- The Break Up (Toni Braxton)[35]

Twist of Faith (filmzene, 2013)
- I Believe in You (Toni Braxton, Keri Lewis, Davy Nathan)[36]
- I Surrender All (Toni Braxton, Keri Lewis, Davy Nathan)[36]
- This Very Moment (duett David Julian Hirshsel; szerzők: Toni Braxton, Keri Lewis, Davy Nathan)[36]